# Hapoel Haifa (pallacanestro)
L'Hapoel Haifa è una società cestistica avente sede ad Haifa, in Israele. Fondata nel 1930, nel 2011 la società è stata rifondata ed è diventata di proprietà di una società composta dai tifosi del club.

## Roster 2021-2022
Aggiornato al 28 novembre 2021.
|    | Naz.                                        | Ruolo | Sportivo        | Anno | Alt. | Peso | Note |
| -- | ------------------------------------------- | ----- | --------------- | ---- | ---- | ---- | ---- |
| 0  | Stati Uniti (bandiera)                      | P     | Kadeem Allen    | 1993 | 185  | 91   |      |
| 5  | Svezia (bandiera) · Israele (bandiera)      | G     | Jonathan Peleg  | 1994 | 191  | 84   |      |
| 8  | Israele (bandiera)                          | AP    | Amit Simhon     | 1989 | 198  | 94   |      |
| 10 | Stati Uniti (bandiera) · Israele (bandiera) | G     | Spencer Weisz   | 1995 | 193  | 95   |      |
| 11 | Stati Uniti (bandiera)                      | AP    | Will Rayman     | 1997 | 203  | 95   |      |
| 12 | Israele (bandiera)                          | P     | Ofek Avital     | 1997 | 183  |      |      |
| 16 | Venezuela (bandiera)                        | P     | Gregory Vargas  | 1986 | 183  | 90   |      |
| 18 | Ucraina (bandiera) · Israele (bandiera)     | C     | Igor Nesterenko | 1990 | 204  | 95   |      |
| 22 | Israele (bandiera)                          | G     | Yotam Shmul     | 2003 | 195  |      |      |
| 24 | Israele (bandiera)                          | AG    | Noam Ben Harush | 2003 | 205  |      |      |
| 25 | Israele (bandiera)                          | AP    | Gur Lavy        | 2001 | 198  |      |      |
| 31 | Stati Uniti (bandiera)                      | AG    | Scottie James   | 1996 | 203  | 108  |      |
| 73 | Israele (bandiera)                          | AP    | Oz Lavy         | 2003 | 197  |      |      |

### Staff tecnico
| Allenatore: | Elad Hasin             |
| Assistente: | Ilan Hamar, Meori Sela |